# NGC 4836
NGC 4836 ist eine Spiralgalaxie vom Hubble-Typ SABcd im Sternbild Jungfrau auf der Ekliptik. Sie ist schätzungsweise 225 Millionen Lichtjahre von der Milchstraße entfernt und hat einen Durchmesser von etwa 95.000 Lj.
Im selben Himmelsareal befinden sich u. a. die Galaxien NGC 4794, NGC 4838, NGC 4847, NGC 4855.
Das Objekt wurde am 19. April 1882 von Ernst Wilhelm Leberecht Tempel entdeckt.